# Papstwahl 1268–1271

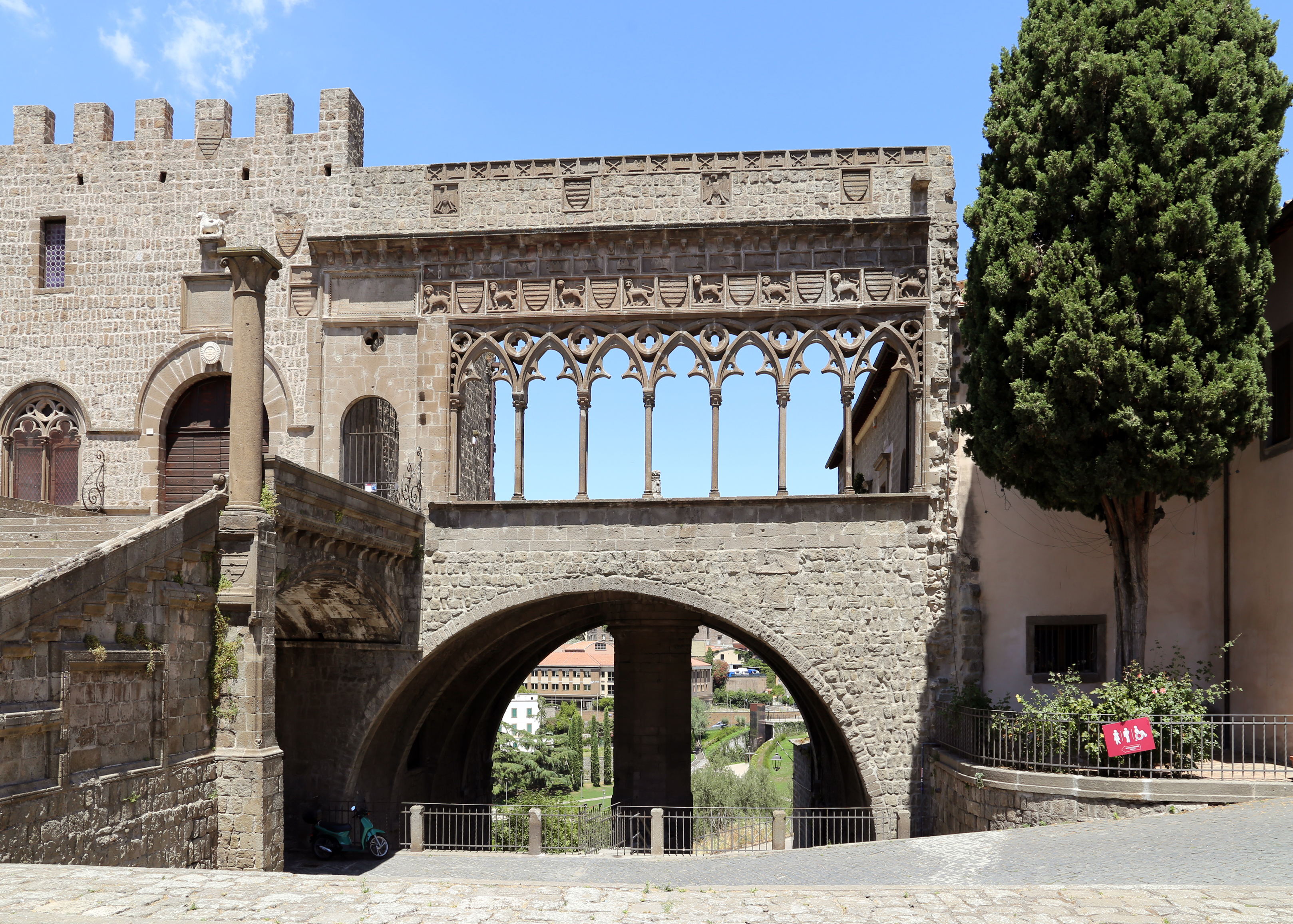
Palazzo dei Papi

Die Papstwahl 1268–1271 fand nach dem Tod von Clemens IV. zwischen November 1268 und 1. September 1271 statt. Sie war damit die am längsten dauernde Papstwahl der Geschichte der römisch-katholischen Kirche. Dies war vor allem auf die Machtkämpfe zwischen den Kardinälen zurückzuführen. Die Wahl von Teobaldo Visconti zu Gregor X. war der erste Fall einer Wahl per Kompromiss. Er wurde von einem Komitee von sechs Kardinälen gewählt, dem die anderen zehn Mitglieder zustimmten. Die Wahlen fanden mehr als ein Jahr statt, nachdem der Magistrat von Viterbo das Kardinalskollegium in den Papstpalast von Viterbo gesperrt hatte, die Rationen auf Wasser und Brot reduziert wurden und das Dach auf legendäre Weise entfernt worden war.
Infolge der langen Wahldauer verkündete Papst Gregor am 7. oder 16. Juli 1274 während des zweiten Konzils von Lyon die Apostolische Konstitution Ubi periculum. In ihr wurde das Konklave erfunden, dessen Regeln sich am Ablauf der Wahl in Viterbo orientierten. Diese Wahl wird auch oft als das erste Konklave bezeichnet.

## Kardinalwähler
Das Kardinalskollegium war geteilt zwischen den französisch-neapolitanischen Kardinälen, welche meist von Papst Urban IV. kreiert wurden und den nicht-französischen, meist italienischen Kardinälen, deren Zahl ausreichte, einen französischen Papst zu verhindern. Die Krönung von Karl I. durch Papst Clemens IV. zum König von Neapel und Sizilien, einem vormalig päpstlichen Lehen, festigte den Einfluss der französischen Monarchie in Italien. Das führte zu einer Spaltung des Kardinalskollegiums zwischen den Kardinälen, die Frankreich befürworteten, und denen, die es ablehnten. Konradin, letzter Herrscher aus dem Haus der Staufer, wurde nur einen Monat vor dem Tod von Clemens IV. in Neapel enthauptet.
Beim Tod von Clemens IV. gab es zwanzig Kardinäle. Ein Kardinal, Rodolphe von Albano, nahm überhaupt nicht an der Wahl teil und starb während dieser. Daher nahmen neunzehn Kardinäle an der Papstwahl teil. Zwei von ihnen starben ebenfalls während der Wahl.
| Kardinal                                            | Nationalität                     | Kardinaltitel                                             | Ernannt am        | Papst        | Anmerkungen                                                       |
| --------------------------------------------------- | -------------------------------- | --------------------------------------------------------- | ----------------- | ------------ | ----------------------------------------------------------------- |
| Odo von Châteauroux                                 | Frankreich                       | Kardinalbischof von Frascati                              | 28. Mai 1244      | Innozenz IV. | Kardinaldekan                                                     |
| István Báncsa †                                     | Ungarn                           | Kardinalbischof von Palestrina                            | Dezember 1251     | Innozenz IV. | Verstorben am 9. Juli 1270                                        |
| Johannes von Toledo OCist                           | England                          | Kardinalbischof von Porto und Santa Rufina                | 28. Mai 1244      | Innozenz IV. |                                                                   |
| Henricus de Segusio                                 | Piemont                          | Kardinalbischof von Ostia und Velletri                    | Mai 1262          | Urban IV.    | Verließ am 8. Juni 1270 das Konklave und kehrte später zurück     |
| Simone Paltanieri (oder Paltinieri, oder Paltineri) | Padua                            | Kardinalpriester von Santi Silvestro und Martino ai Monti | 17. Dezember 1261 | Urban IV.    | Komiteemitglied Kardinalprotopriester                             |
| Simon Monpitie de Brie                              | Frankreich                       | Kardinalpriester von San Cecilia                          | 17. Dezember 1261 | Urban IV.    | Späterer Papst Martin IV.                                         |
| Anchero Pantaléon                                   | Frankreich                       | Kardinalpriester von Santa Prassede                       | Mai 1262          | Urban IV.    | Kardinalnepot                                                     |
| Guillaume de Bray                                   | Frankreich                       | Kardinalpriester von San Marco                            | Mai 1262          | Urban IV.    |                                                                   |
| Guy de Bourgogne OCist                              | Herzogtum Burgund oder Kastilien | Kardinalpriester von San Lorenzo in Lucina                | Mai 1262          | Urban IV.    | Komiteemitglied                                                   |
| Annibale Annibaldi OP                               | Rom                              | Kardinalpriester von Santi XII Apostoli                   | Mai 1262          | Urban IV.    |                                                                   |
| Riccardo Annibaldi                                  | Rom                              | Kardinaldiakon von Sant’Angelo in Pescheria               | 1238              | Gregor IX.   | Komiteemitglied Neffe von Papst Alexander IV. Kardinalprotodiakon |
| Ottaviano Ubaldini                                  | Florenz                          | Kardinaldiakon von Santa Maria in Via Lata                | 28. Mai 1244      | Innozenz IV. | Komiteemitglied                                                   |
| Giovanni Gaetano Orsini                             | Rom                              | Kardinaldiakon von San Nicola in Carcere                  | 28. Mai 1244      | Innozenz IV. | Komiteemitglied Späterer Papst Nikolaus III.                      |
| Ottobono Fieschi dei Conti di Lavagna               | Genueser                         | Kardinaldiakon von Sant’Adriano am Forum Romanum          | Dezember 1251     | Innozenz IV. | Späterer Papst Hadrian V. Kardinalnepot                           |
| Uberto Coconati                                     | Piemont                          | Kardinaldiakon von Sant’Eustachio                         | 17. Dezember 1261 | Urban IV.    |                                                                   |
| Giacomo Savelli                                     | Rom                              | Kardinaldiakon von Santa Maria in Cosmedin                | 17. Dezember 1261 | Urban IV.    | Komiteemitglied Späterer Papst Honorius IV.                       |
| Goffredo da Alatri                                  | Alatri                           | Kardinaldiakon von San Giorgio in Velabro                 | 17. Dezember 1261 | Urban IV.    |                                                                   |
| Giordano Pironti †                                  | Terracina                        | Kardinaldiakon von Santi Cosma e Damiano                  | Mai 1262          | Urban IV.    | Gestorben im Oktober 1269 Vizekanzler                             |
| Matteo Rosso Orsini                                 | Rom                              | Kardinaldiakon von Santa Maria in Portico                 | Mai 1262          | Urban IV.    | Neffe von Nikolaus III.                                           |

### Abwesender Kardinal
| Kardinal                                   | Nationalität | Kardinaltitel              | Ernannt am        | Papst     | Anmerkungen                                                                                                   |
| ------------------------------------------ | ------------ | -------------------------- | ----------------- | --------- | --- |
| Raoul Grosparmi † (Rodolphe de Chevriêres) | Frankreich   | Kardinalbischof von Albano | 17. Dezember 1261 | Urban IV. | Er begleitete König Ludwig IX. von Frankreich auf seinen Kreuzzug nach Tunesien und starb am 11. August 1270. |

† bezeichnet die Kardinäle, welche während der Wahl starben.

## Kardinalfraktionen
| Land                                                                                          | Kardinäle |
| --------------------------------------------------------------------------------------------- | --------- |
| Rom                                                                                           | 5         |
| Frankreich†                                                                                   | 5         |
| Piemont                                                                                       | 2         |
| England, Florenz, Genua, Ungarn†, Alatri, Padua, Terracina†, Herzogtum Burgund oder Kastilien | 1         |

Nach zeitgenössischen Berichten in den Annales Piacentines war das Kollegium in die Anhänger von Karl von Neapel und der kaiserlichen Partei geteilt. Die genaue Aufteilung ist aber heute unklar.
Nach Sternfeld ist es sogar möglich, vier Parteien zu identifizieren. Die beiden zusätzlichen Gruppen waren Anhänger unterschiedlicher Parteien des römischen Adels. In der Wahl schlossen sich die Anhänger von Annibaldi der kaiserlichen Partei an und Orsini schloss sich den Anhängern des Königs von Neapel an.

## Ablauf

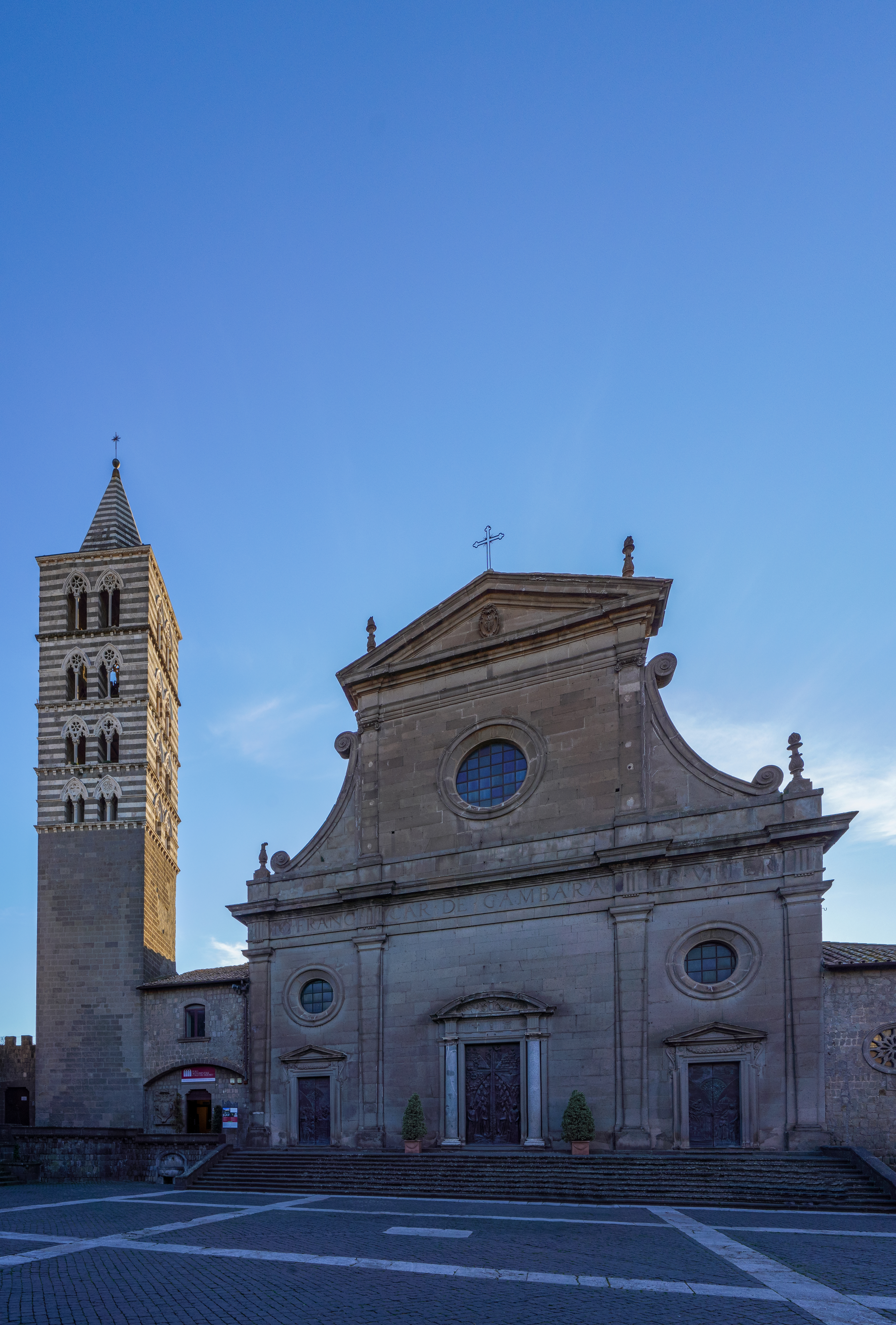
Der Dom von Viterbo, wo die Wahl begann.

Die Wahl begann, indem sich die Kardinäle im Bischofspalast trafen, abstimmten und in die jeweiligen Residenzen zurückkehrten. Nach der Tradition sollte die Wahl in der Stadt stattfinden, in der der Vorgängerpapst starb. Über die Kandidaten der fast dreijährigen Wahl ist wenig bekannt. Als sicher gilt, dass die Kardinäle Odo von Châteauroux, Johannes von Toledo, Giovanni Gaetano Orsini, Ottaviano Ubaldini, Riccardo Annibadi und Ottobono Fieschi als papabile galten. Nach späteren Berichten, welche von zeitgenössischen Quellen nicht gedeckt werden, wurde nach zwei Monaten Philipp Benizi, der Generalprior des Servitenordens, welcher nach Viterbo kam, um die Kardinäle zu ermahnen, vorgeschlagen. Auch der heilige Bonaventura wurde angeblich zur Wahl vorgeschlagen. Heutige Gelehrte behandeln die Berichte mit Skepsis und betrachten sie als Erfindungen der Hagiographen der beiden Heiligen. Karl von Neapel hielt sich während der ganzen Wahl in Viterbo auf. Philipp III. von Frankreich besuchte die Stadt im März 1271.

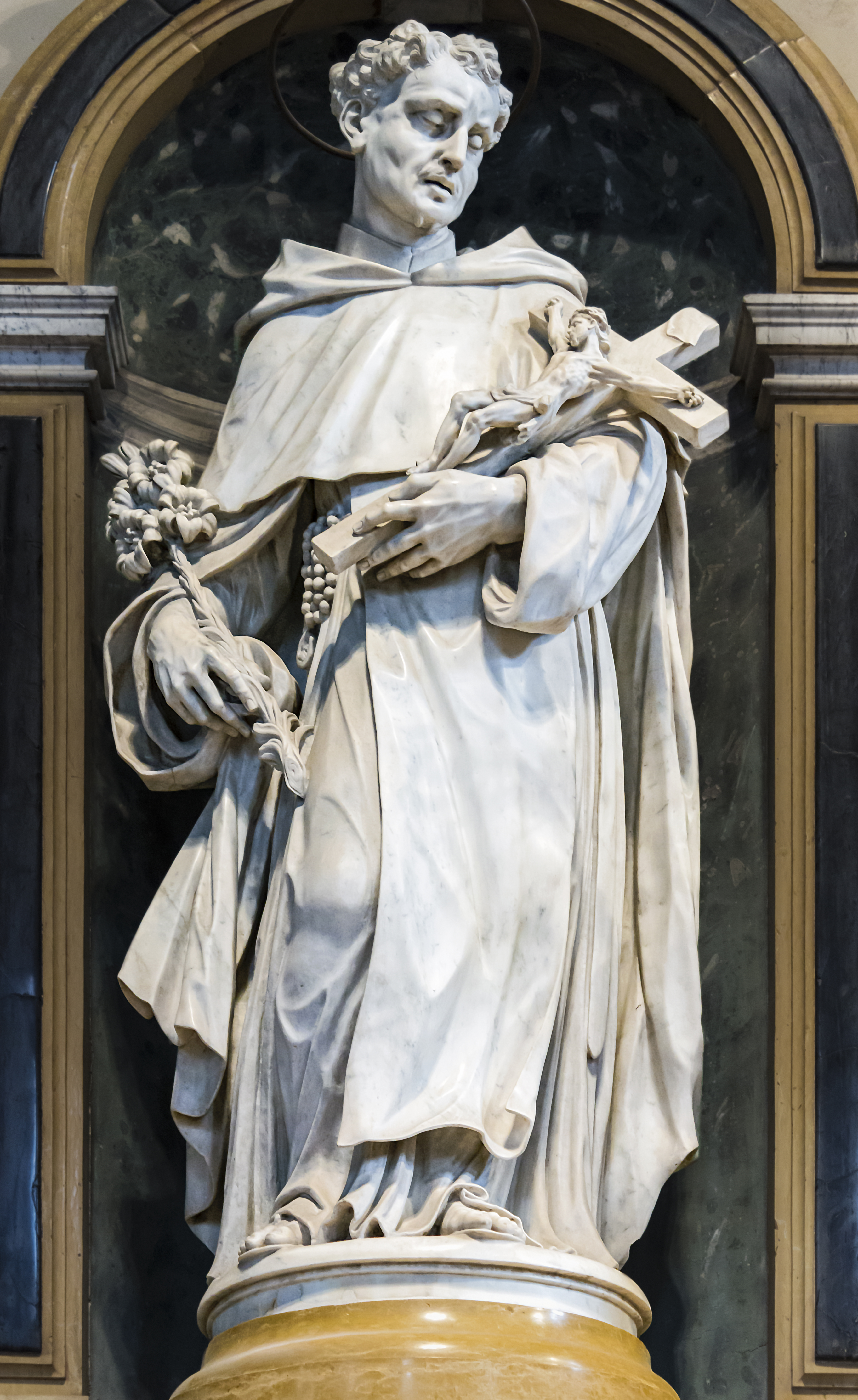
Der heilige Philip Benizi, der nach zwei Monaten fast gewählt wurde.

Ende 1269, nach mehreren Monaten ohne Ergebnis, in denen sich die Kardinäle zeitweise trafen, befahlen Ranieri Gatti, der Präfekt von Viterbo, und Albertus de Montebono, der Podestà, die Kardinäle im Papstpalast von Viterbo bis zur Wahl eines Papstes einzusperren. Am 8. Juni 1270 richteten die Kardinäle ein Schreiben an beide Magistrate mit der Bitte, Henricus de Segusio, Kardinalbischof von Ostia, wegen seiner schlechten Gesundheit aus dem „Palatio discooperto“ zu entlassen, und schrieben, dass er auf sein Wahlrecht verzichten werde.
Nach dem Bericht von Onofrio Panvinio schlug Kardinal Johannes von Toledo vor, das Dach zu entfernen, um dem Heiligen Geist den Weg zu öffnen. Dies setzten die beiden Magistrate um. Dies ist der erste schriftliche Nachweis der Vorstellung, dass der Heilige Geist die Kardinäle leiten soll. Andere Quellen besagen, dass Karl I. von Neapel die Ernährung der Kardinäle mit Wasser und Brot und die Abdeckung des Daches anordnete. Einige Quellen berichten, dass das Dach wiederhergestellt wurde, nachdem die Kardinäle mit einem Interdikt für die Stadt Viterbo gedroht hatten.

### Das Komitee
Auf Druck von Philipp III. von Frankreich und anderer Herrscher beschlossen die Kardinäle am 1. September 1271 ihre Autorität auf ein sechsköpfiges Komitee zu übertragen. Diesem gehörten Giovanni Gaetano Orsini, Giacomo Savelli (beide Orsini-Fraktion), Simone Paltinieri, Ottaviano Ubaldini, Guy de Castella (alle drei kaiserliche Fraktion) und Riccardo Annibaldi (Annibaldi-Fraktion). Die Anhänger des Königs von Neapel waren im Komitee nicht vertreten.
Das Komitee wählte einen Italiener aus Piacenza, Teobaldo Visconti, der nicht Kardinal war und im Gefolge von Eduard I., dem ältesten Sohn von Heinrich III., als Päpstlicher Legat am Kreuzzug des Prinzen Eduard teilnahm. Nachdem er über seine Wahl informiert wurde, reiste er am 19. November 1271 aus Akkon ab und erreichte am 12. Februar 1272 Viterbo. Er nahm den Namen Gregor X. an. Am 13. März 1272 erreichte er Rom und wurde vierzehn Tage später gekrönt.

## Nachwirkungen
Diese Papstwahl bildete die Grundlage für das kanonische Recht über die Konklaven in der späteren apostolischen Konstitution Ubi periculum, welche Papst Gregor X. während des zweiten Konzils von Lyon am 7. oder 16. Juli 1274 verkündete. In den bekannten Berichten des französischen Historikers Georges Goyau werden die politischen Intrigen von Karl I. und seinem Neffen Philipp III., welche die Einwohner von Viterbo beeinflussten, nicht erwähnt.
Ubi periculum versuchte die Wahl zu beschleunigen und Einfluss von außen zu verhindern. Es legte fest, dass die Kardinäle während des Konklaves abgeschirmt werden sollten und nach bestimmten Zeiten die Rationen verkleinert werden sollten. Sie erhielten von der apostolischen Kammer auch keine Zahlungen mehr.
Die Regeln von Ubi periculum wurden im Konklave Januar 1276 (Innozenz V.) und Juli 1276 (Hadrian V.), welche einen beziehungsweise neun Tage dauerten, angewandt. Auf Drängen der Kardinäle setzte Hadrian V. Ubi periculum außer Kraft, um es zu revidieren. Er verstarb aber bereits 37 Tage später.
Nach seiner Wahl im Konklave August–September 1276 widerrief Papst Johannes XXI. (August–September 1276) mit der päpstlichen Bulle Licet felicis recordationis Ubi periculum. Die nächsten fünf Papstwahlen, 1277 (Nikolaus III.), 1280–1281 (Martin IV.), 1285 (Honorius IV.), 1287–1288 (Nikolaus IV.), und 1292–1294 (Coelestin V.), fanden nicht als Konklave statt und dauerten länger. Coelestin V., dessen Wahl 27 Monate dauerte, setzte Ubi periculum wieder in Kraft und sein Nachfolger Bonifatius VIII. setzte es mit Regulae Iuris dauerhaft in Kraft.